# Фитбол

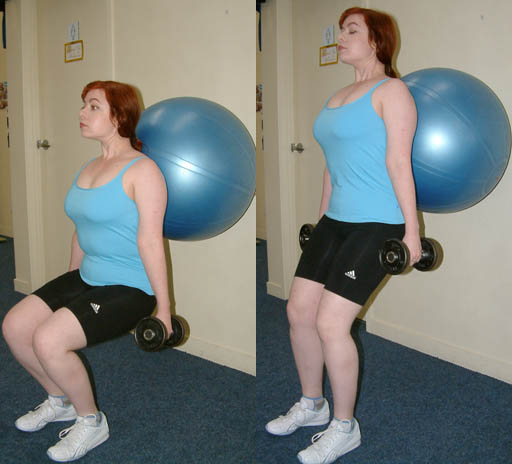
Фитбол используется в широкой гамме упражнений

Фи́тбол (англ. Exercise ball, Swiss ball) — большой упругий мяч от 45 до 95 см в диаметре, используемый для тренировок.
Данный вид спортивного оборудования используется как в профессиональном спорте, так и в рамках фитнес-занятий. В основном применяется как дополнительная опора с элементом нестабильности, способу увеличения биомеханического рычага или небольшое отягощение.
Фитбол появился в 60-х годах 20-го века под названием "мяч Пецци" в Италии. За короткое время он обрел популярность среди врачей и физиотерапевтов, став частью некоторых популярных коррекционных методик.
Свое основное название, а именно "швейцарский мяч", оборудование получило в связи с тем, что специалисты по физиотерапии из США познакомились с ним именно в Швейцарии, перенеся изученные практики с фитболом на территорию Америки.
На данный момент фитбол является неотъемлемой частью как тренировочных центров спорта высших достижений, так и фитнес-клубов и студий, так как позволяет значительно разнообразить тренировочные программы и незаменим в ряде методик по физическому развитию.